# ウラジカフカス市電
ウラジカフカス市電（ロシア語: Владикавказский трамвай）は、ロシア連邦（旧：ソビエト連邦）・北オセチア共和国の首都であるウラジカフカス市内を走る路面電車。2023年現在はウラジカフカス市が所有する単一企業体（МУП）のウラドトラムウェイ（Владтрамвай）が運営する。

## 歴史

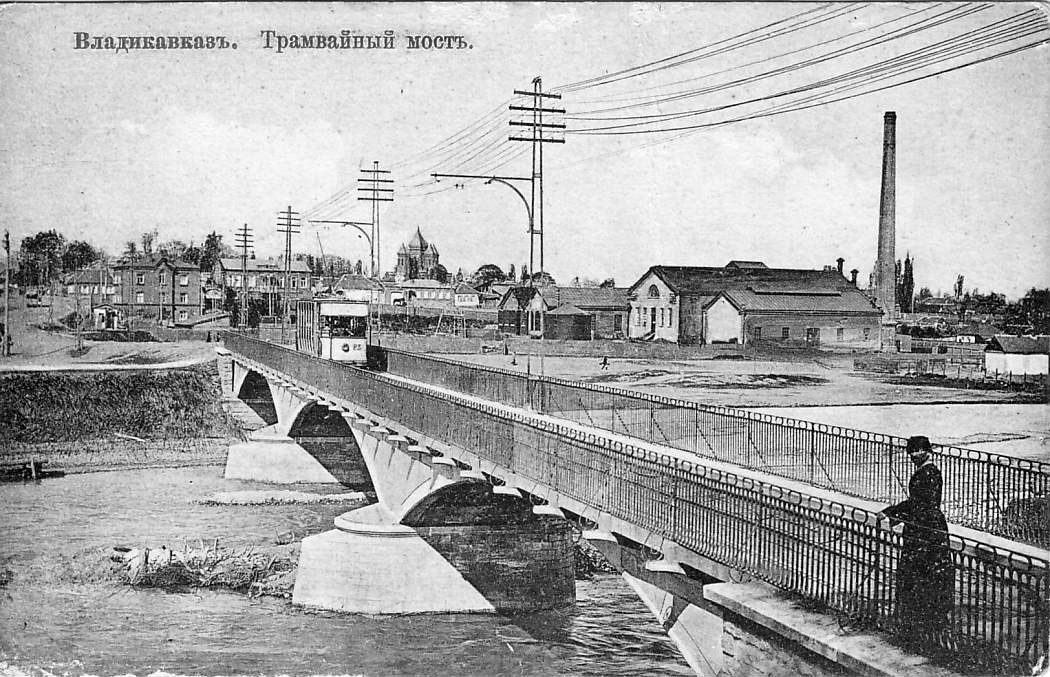
開通当初のウラジカフカス市電（1900年代初頭）

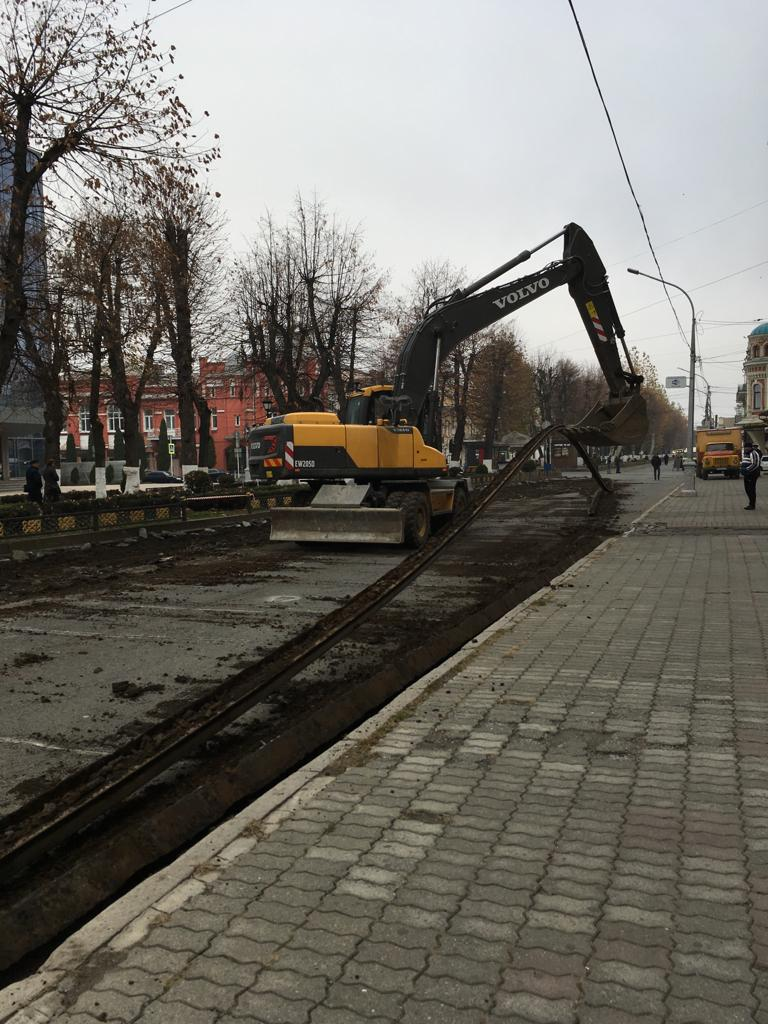
改良が進むウラジカフカス市電の線路（2019年撮影）

### ロシア帝国時代
ウラジカフカスの街に路面電車を通す計画が動き出したのはロシア帝国時代、ベルギーの企業とウラジカフカス市との間に路面電車の建設に関する契約が結ばれた1900年3月2日であった。同年以降、1,000 mmの路線網や変電所、車庫等の施設の建設が進められ、1904年8月6日から3つの旅客系統と1つの貨物系統で営業運転を開始した。契約上は開業後2年間はベルギーの企業によって運営される事になっていたが、実際は試運転終了後はウラジカフカス市によって運営されていた。
開通後、路面電車はウラジカフカス市民から好評を博し、1913年には4つ目となる旅客系統が開通したが、以降の延伸計画は第一次世界大戦やロシア革命の勃発により中止を余儀なくされた。同年時点での年間利用客数は331万5,000人を記録し、19両の電車（2軸車）、5両の電動貨車が走行していた。また1915年には女性運転士も登場している。
ロシア革命の中でウラジカフカス市電の公営化が実施され、1917年以降はウラジカフカス市の発電所・公共事業局が運営を実施する事になった。翌1918年、ウラジカフカス市内が内戦に巻き込まれた事で路面電車は甚大な被害を受け、同年以降長期にわたって全路線の運行が休止する事態となった。その後は何度か運行の再開が試みられたが、資金難や施設の荒廃により短期間のみに終わり、本格的に営業運転が再開されるのはソビエト連邦成立後の1924年となった。

### ソビエト連邦時代
運行再開後、ウラジカフカス市電は大規模な路線延伸が行われ、1930年時点の総延長は14.3 kmに達した。同年代、ソ連各地の路面電車では軌間をソ連全体の標準軌となる1,524 mmへ変更する動きが起こり、ウラジカフカス市電も1934年から1936年にかけて改軌が実施された。それに伴い車両もソ連製の2軸車であるKh形・M形に改められた。この大規模な再編に加え、複線化を始めとした改良によって結果市電の輸送力は大幅に向上し、年間利用客は1934年の542万2,000人から翌1935年には1,109万人へ倍増した。1939年にはウラジカフカス市における再編に伴い、発電所と路面電車の運営部門の分割が行われた。
第二次世界大戦（大祖国戦争）の戦禍はウラジカフカスにも及び、車両や施設が戦災に巻き込まれた一方、路面電車網は負傷した人々を運ぶためにも使用された。その後、1942年11月15日以降ウラジカフカス市電は順次通常の運行を再開し、同年末までに各路線の復旧が行われた。なお、戦中にはウラジカフカス市路面電車部門は農業や牧畜も行っており、収穫した野菜やミルクは労働者向けの食堂へ配給された。
戦後はウラジカフカス市の復興や発展に伴い路線網の拡大が行われ、1950年代後半は毎年のように路線の延伸や改良が実施された。車両についても新たな形式となるKTM-1・KTP-1の導入が1950年代から1960年代まで2度に渡って行われた。同年代には路線バス網の拡充も実施されたが、路面電車の需要は増大の一途を辿り、1967年度には年間利用者数が約6,000万人を記録し、車両数も106両に増大した。
1972年から1976年にかけてはチェコスロバキア（現：チェコ）製の大型路面電車・タトラT3SU（79両）の導入が行われ、従来の2軸車の置き換えが実施された。また、導入に合わせた路面電車網の再編も実施された一方、1978年にはトロリーバス（ウラジカフカス市営トロリーバス）開通に伴い3号線が廃止された。
その後、1980年代から1990年代初頭にも路線延伸が行われ、1988年にはチェコスロバキア製のタトラT6B5SU（タトラT3M）が20両導入されたが、電機子チョッパ制御を始めとした新機軸の技術を導入したこの車両は保守や運営に難があり、1991年以降はソビエト連邦（→ロシア連邦）のウスチ＝カタフスキー車両製造工場製の車両が積極的に導入された。

### ロシア連邦時代
ソビエト連邦の崩壊後、ウラジカフカス市電は他都市の路面電車と同様に経済の混乱やモータリーゼーションによる利用客の減少に直面し、巨額の負債が記録される事態となった。車両数も大幅に減少し、2001年には36両、翌2002年には32両となった。タトラT6B5SU（タトラT3M）も他都市へ譲渡された一方、1996年以降はドイツ各都市で廃車となったタトラT3DやタトラT4Dの購入が行われた。2004年には開通から100周年を迎えたが、同年に起きたベスラン学校占拠事件の影響で記念行事は中止された。
その後も乗合タクシーやミニバスの発展によりウラジカフカス市電の年間利用客は500万人程まで減少するなど厳しい経営を強いられているが、市電の運営を行っているウラドトラムウェイは老朽化した線路の大規模な改修工事や新型電車の導入、延伸計画など、路面電車の存続や発展に向けた事業を続けている。

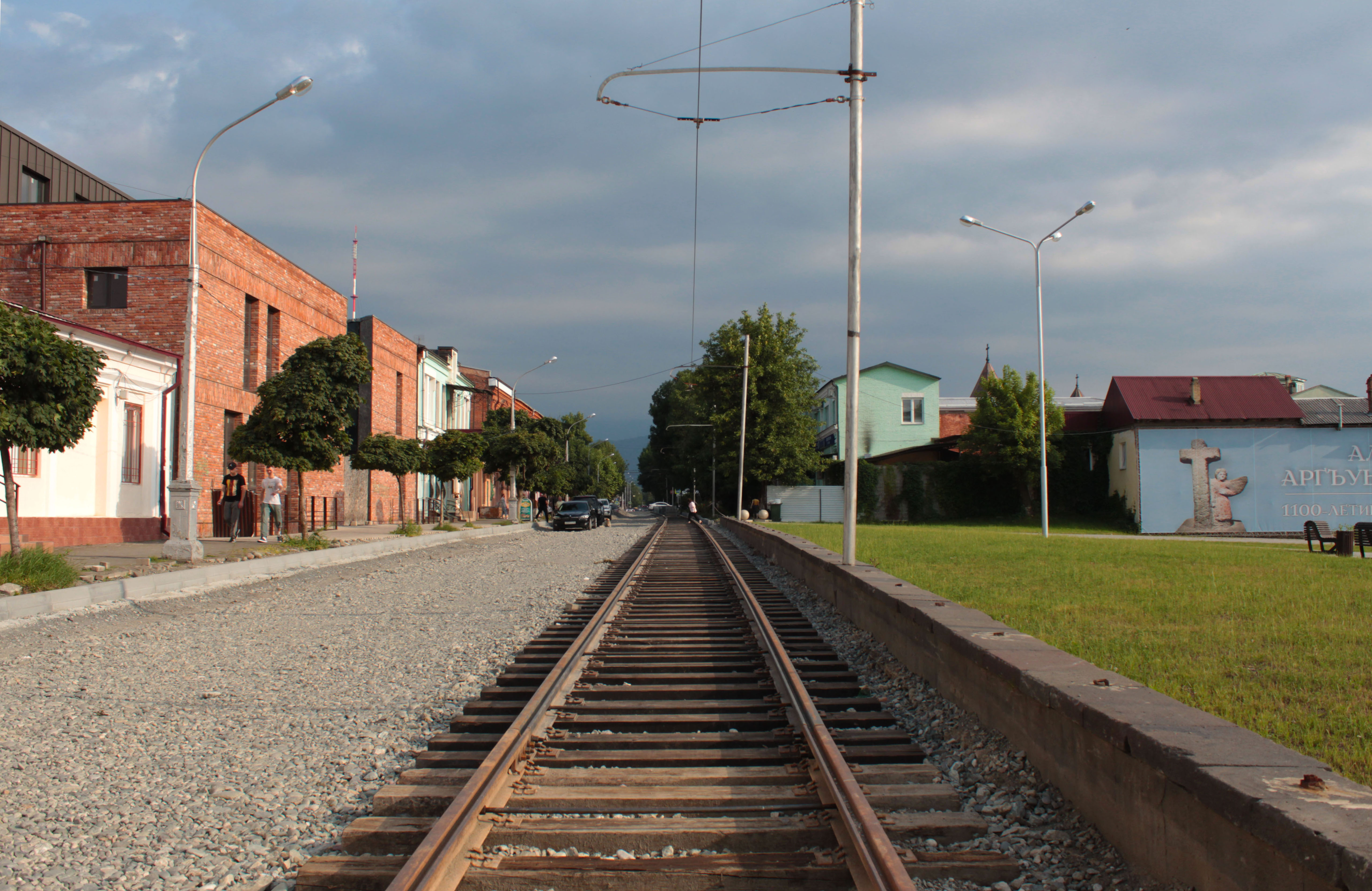
近代化工事が行われた線路（2022年撮影）

## 運行
2020年現在、ウラジカフカス市電では廃止になった3号線を除いて9つの系統（1、2、4 - 10）が運行している。一部の系統は運行期間が限定されている他、線路の改修工事によって長期の運休が行われる場合もあるため注意を要する。また、ほとんどの系統は行先によって経由する電停が異なる区間が存在する。これらの系統の運賃は路線バスと共に13ルーブルである。
- 1号線 - 営業距離18.0 km。
- 2号線 - 営業距離17.8 km。11月1日から翌年の3月31日まで運行。
- 3号線 - 1978年に廃止。
- 4号線 - 営業距離18.0 km。
- 5号線 - 営業距離21.9 km。4月1日から10月31日まで運行。
- 6号線 - 営業距離9.2 km。他の系統が運休時に運行する臨時系統。
- 7号線 - 営業距離13.3 km。
- 8号線 - 営業距離13.3 km。
- 9号線 - 営業距離21.9 km。4月1日から10月31日まで運行。
- 10号線 - 営業距離17.8 km。11月1日から翌年の3月31日まで運行。

## 車両

### 現有車両

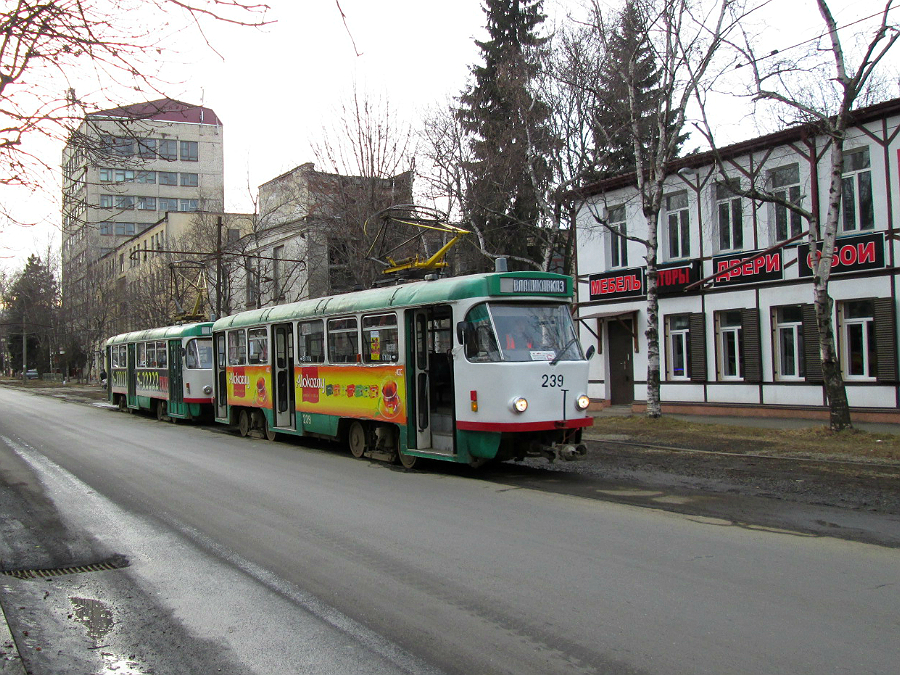
タトラT4D（2014年撮影）
（元：マクデブルク市電）

2022年まで、ウラジカフカス市電で営業運転に用いられている電車は全てドイツ（旧：東ドイツ）各都市から譲渡されたタトラT4D（28両）であった。全車ともドイツ時代（マクデブルク市電、ドレスデン市電）に車体更新や機器の交換などの更新工事が施されており、多くの車両は譲渡元の塗装を維持したまま運行していた。
その後同年12月から、前述した近代化の一環としてウラルトランスマッシュが展開する71-412がウラジカフカス市電初の超低床電車（部分超低床電車）として納入が始まった。翌2023年6月まで全28両が導入されており、それまで在籍していたタトラT4Dは一部を除いて置き換えられている。

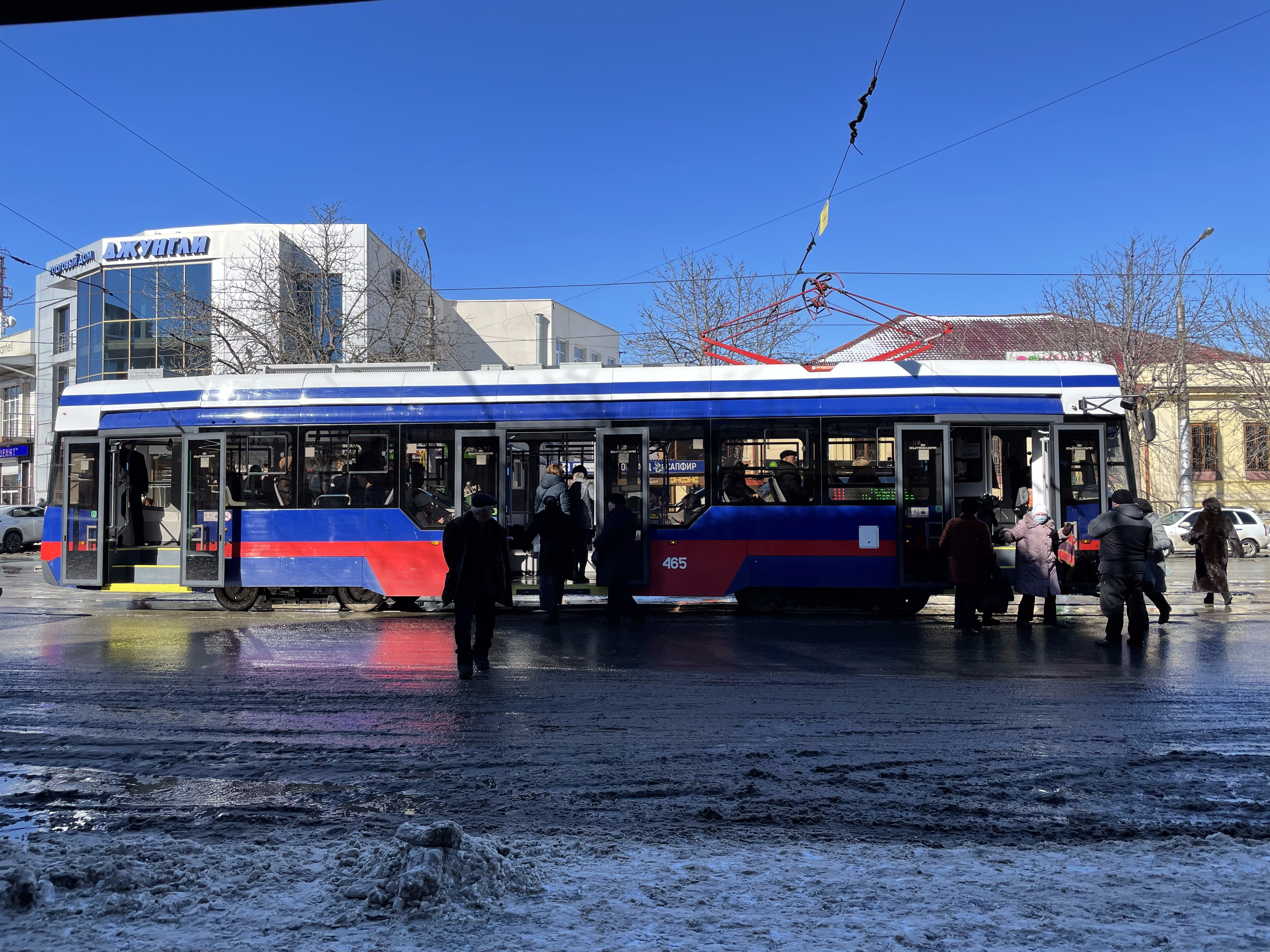
71-412（2023年撮影）

### 過去の車両
ウラジカフカス市電で過去に在籍していた路面電車の主要形式は以下の通り。
- Kh・M
- KTM-1・KTP-1
- KTM-2・KTP-2
- タトラT3SU
- タトラT6B5SU（タトラT3M） - 1993年から1994年にかけてエカテリンブルク市電に譲渡。
- KTM-5M3
- 71-608K
- タトラT3D - ドイツ（旧：東ドイツ）の都市からの譲渡車[15]。

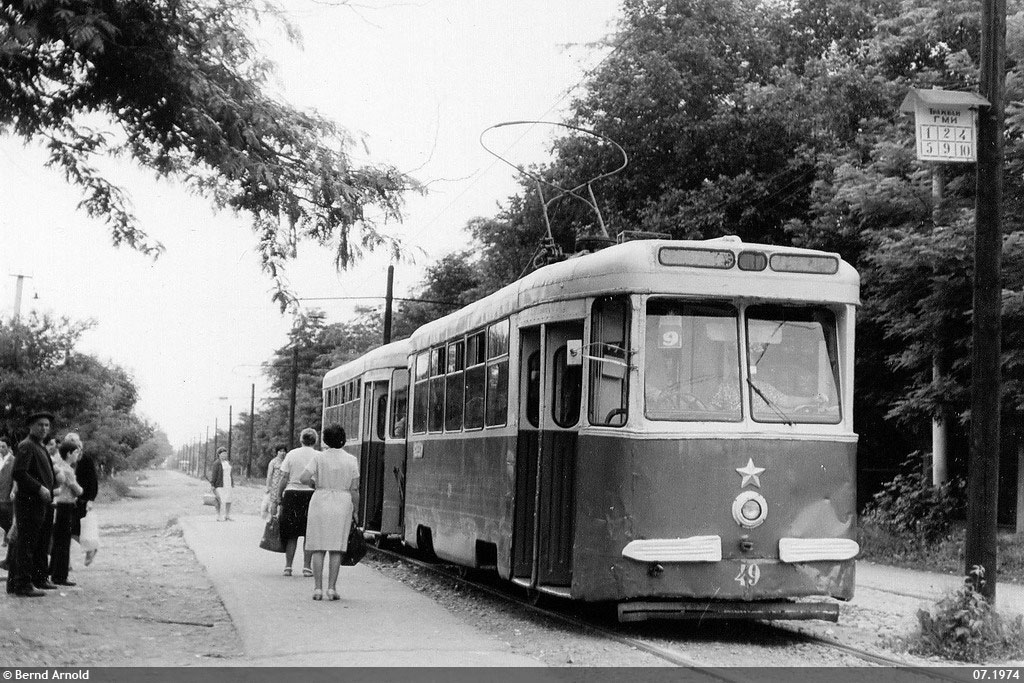
KTM-2・KTP-2（1974年撮影）
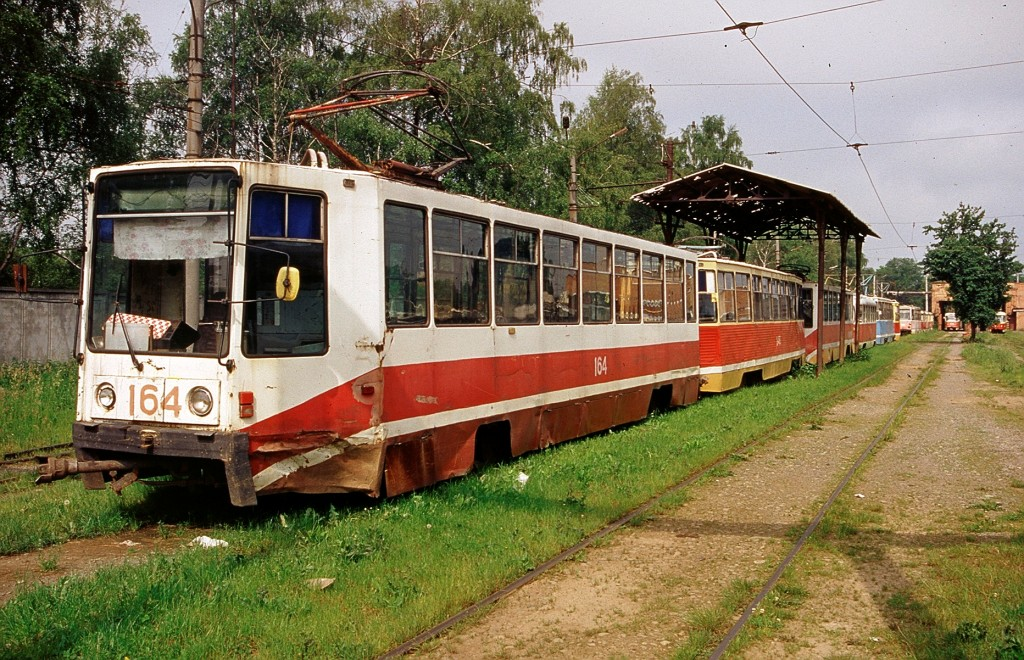
71-608K（1995年撮影）

## 今後の予定
ウラドトラムウェイは2025年までにウラジカフカス北西部へ向けて路面電車の路線を延伸する計画を有しており、費用は7億ルーブルを見込んでいる。